# 声優生活向上委員会
声優生活向上委員会（せいゆうせいかつこうじょういいんかい）は、AIIのインターネットラジオ番組。

## 概要
- 中村繪里子と落合祐里香をパーソナリティとして2004年（平成16年）11月にスタート。インターネットラジオ受信機「BiBio」シリーズだけで聴ける「裏・声優生活向上委員会」も同時に配信される。
- 2005年（平成17年）6月より佐久間紅美と又吉愛を加えて声優生活向上委員会Shuffleとしてリニューアルされた。
- 2005年（平成17年）10月より関連番組としてポッドキャスティングによる配信で声優生活向上委員会miniがスタートする。
- 2005年（平成17年）12月開始の第3期より「BiBio」だけでしか聴けなかった「裏・声優生活向上委員会」がファンクラブ（登録は無料）会員であれば聴取できるようになる。
- 2005年（平成17年）12月22日19時よりクリスマススペシャルとして「声優生活向上委員会ナノ？」が生放送された。パーソナリティはShuffleの4人及びminiの6人全員が参加した。

## 第1期
えりりん、ゆりかのぉ声優生活向上委員会
2004年（平成16年）11月 - 2005年（平成17年）5月
パーソナリティは中村繪里子、落合祐里香

## 第2期
佐久間紅美と落合祐里香の声優生活向上委員会
2005年（平成17年）6月 - 2005年（平成17年）11月
パーソナリティは佐久間紅美、落合祐里香
えりりん、あいりーの声優生活向上委員会
パーソナリティは中村繪里子、又吉愛

## 第3期
佐久間紅美と中村繪里子の声優生活向上委員会
2005年（平成17年）12月 - 2006年（平成18年）5月
パーソナリティは佐久間紅美、中村繪里子。
コーナー
3つの掟
虹色戦隊クマレンジャー
頑張れえりりん危機一髪
ゆりしー・あいりーの声優生活向上委員会
パーソナリティは落合祐里香、又吉愛。
コーナー
有罪無罪
あることの有罪か無罪かを勝手に決める。
第3回　テレビのチャンネルをCMで途中で変えるのは
第4・5回　バレンタインチョコを他人に渡すを頼むのは
第7回　宝くじで10万円が当たったのを人に教えるのは
第9回　受験の前日に漫画を読むのは
第10回 新生活の歓迎会で記憶が無くなるまで酔い潰れるのは
第11回 過去にデートで来たセレブな店に初めて来たように今の彼に振舞うのは
第12回 最終回なのにゆりしー・あいりーの声優生活向上委員会を聞き忘れるのは
作曲マスターデラックス
落合祐里香がリスナーの送ったシチュエーションを元に即興で作詞作曲をする。
皇帝アイリーン
又吉愛がリスナーのがっかりしたことや悲しい体験、懺悔したい事などを理由をこじつけて前向きに肯定する。

## 声優生活向上委員会mini
2005年（平成17年）10月よりポッドキャスティングにより配信開始された。3人のパーソナリティがそれぞれ月、水、金曜日を担当する。
第1期（2005年（平成17年）10月 - 2006年（平成18年）1月）
山本杏美（月曜日担当）
下田麻美（水曜日担当）
狩野茉莉（金曜日担当）
第2期（2006年（平成18年）2月 - 4月）
本多陽子（月曜日担当）
今井麻美（水曜日担当）
綱掛裕美（金曜日担当）